# Olimpio Bizzi
Olimpio Bizzi (Livorno, 1 augustus 1916 - Abetone, 3 augustus 1976) was een Italiaans wielrenner.

## Belangrijkste overwinningen
1936
- 8e etappe Ronde van Italië

1937
- Tre Valli Varesine
- 4e en 5e (deel B) etappe Ronde van Italië
- Ronde van Toscane

1938
- Italiaans kampioenschap op de weg, Elite
- 14e etappe Ronde van Italië

1939
- Tre Valli Varesine
- 5e en 10e etappe Ronde van Italië

1940
- 1e, 8e, 10e en 13e etappe Ronde van Italië

1941
- Ronde van Campanië
- Gorizia-Ljubljana-Triëst-Gorizia

1942
- Ronde van Lazio

1943
- Milaan-Mantua

1946
- 5e etappe (deel A) Ronde van Italië

1950
- 3e etappe Ronde van Italië
- Eindklassement Ronde van Marokko

## Resultaten in voornaamste wedstrijden
| Jaar | Ronde van Italië | Ronde van Frankrijk | Ronde van Spanje |
| ---- | ---------------- | ------------------- | ---------------- |
| 1936 | opgave (1)       |                     |                  |
| 1937 | opgave (2)       |                     |                  |
| 1938 | 20e (2)          |                     |                  |
| 1939 | 11e (2)          |                     |                  |
| 1940 | opgave (4)       |                     |                  |
| 1941 |                  |                     |                  |
| 1942 |                  |                     |                  |
| 1943 |                  |                     |                  |
| 1946 | opgave (1)       |                     |                  |
| 1947 |                  | opgave              |                  |
| 1948 | opgave           |                     |                  |
| 1949 | opgave           |                     |                  |
| 1950 | 53e (1)          |                     |                  |
| 1951 | 74e              |                     |                  |

| Jaar | Milaan-San Remo | Parijs-Roubaix | Ronde van Lombardije |
| ---- | --------------- | -------------- | -------------------- |
| 1936 | ↑               |                |                      |
| 1937 | 5e              |                |                      |
| 1938 | 10e             |                | 25e                  |
| 1939 | 11e             |                |                      |
| 1940 | 10e             |                |                      |
| 1941 | 15e             |                | 8e                   |
| 1942 | 19e             |                | 7e                   |
| 1943 | 9e              |                |                      |
| 1946 |                 |                |                      |
| 1947 | 6e              | 6e             | 22e                  |
| 1948 | 4e              | 44e            | 19e                  |
| 1949 | 44e             | 80e            | 42e                  |
| 1950 | 82e             |                | 70e                  |
| 1951 | 121e            |                |                      |